# Iguazua lilloana
Iguazua lilloana är en skalbaggsart som beskrevs av Zdzisława Stebnicka 1997. Iguazua lilloana ingår i släktet Iguazua och familjen Aphodiidae. Inga underarter finns listade i Catalogue of Life.